# Oprănești
Oprănești – wieś w Rumunii, w okręgu Mehedinți, w gminie Husnicioara. W 2011 roku liczyła 114 mieszkańców.